# قيسي
القيسي هو صنف من أصناف الزيتون السوري، يكون ثمره عند النضج اخضر اللون كبير الحجم مستدير الشكل. يعتبر من الأصناف المنتشرة في مناطق الزراعة البعلية الداخلية ذات معدل أمطار مابين 350-500مم/سنوياً ، ويشكل نحو 4.8٪ من إجمالي مساحة الزيتون في سورية.

## الاستفادة
تتم زراعة هذا الصنف من الزيتون من أجل الاستفادة منه كزيتون مائدة بسبب طعمه الذيذ ونسبة الزيت فيه متوسطة وتتراوح بين 18 إلى 20 بالمئة من وزن الحبة.

## الإنتاجية
انتاجية الشجرة سنويا تتراوح بين 30 إلى 60 كيلو غرام سنويا.

## الاحتياجات المائية
الاحتياجات المائية لشجرة الزيتون القيسي تتراوح 350-500 ملم سنويا ملم سنويا فهو مقاوم للجفاف وبالتالى فإن مناطق زراعته تنحصر في المناطق ذات الهطل المطري المنخفض نسبيا وتحديداً في حلب وادلب وحماة وحمص ودرعا.

## مقاومة الأمراض
شجرة زيتون القيسي مقاومة لحفار الساق و مقاومة لعين الطاووس.

## طالع أیضا
- زيتون
- جلط تدمري
- مهاطي
- محزم أبو سطل
- مصعبي
- خضيري
- جلط
- دعيبلي
- صوراني